# Ottringham
Ottringham är en ort och civil parish i Storbritannien.   Den ligger i kommunen East Riding of Yorkshire och riksdelen England, i den sydöstra delen av landet, 240 km norr om huvudstaden London. Ottringham ligger 6 meter över havet och antalet invånare är 597.
Terrängen runt Ottringham är mycket platt. Runt Ottringham är det ganska tätbefolkat, med 139 invånare per kvadratkilometer. Närmaste större samhälle är Kingston upon Hull, 17,5 km väster om Ottringham. Trakten runt Ottringham består till största delen av jordbruksmark.